# Michael Ranneberger
Michael E. Ranneberger (geboren in 1948) is een Amerikaans diplomaat. Hij werkte tijdens zijn carrière voornamelijk in ontwikkelingslanden, met name in Afrika en Latijns-Amerika.
Tussen 1999 en 2002 was hij namens de Verenigde Staten ambassadeur in Mali. Later, tussen 2006 en 2011, was hij Amerikaans ambassadeur in Kenia, waar hij zich ook bezighield met Somalië.